# Trekantshandel
Trekantshandel er et begreb, der benyttes om handel mellem tre havne eller områder, der indbyrdes har en relativt stor afstand og er nødt til at passere et hav. Trekantshandel udvikles normalt, når et område har mulighed for at levere eksportvarer, fordi der er et overskud af disse varer lokalt og samtidig en efterspørgsel efter importvarer, som er vanskeligt tilgængelige i et andet område. Det andet område kan levere varer til et tredje område, som for sin del kan levere varer, der efterspørges i det første område. Trekantshandel er således en måde at regulere handelsbalancen mellem flere områder, samtidig med, at skibene har last med under hele rejsen. Historisk udviklede den sig i perioden efter opdagelsesrejserne.
Storbritannien havde i det meste af perioden med trekantshandel kontrollen over størstedelen af den atlantiske havtrafik. Storbritannien forbød handel med slaver med Slave Trade Act i 1807. Der var dog stadig et grundlag for en mindre trekantshandel, indtil USA forbød slaveri efter borgerkrigens afslutning i 1865.
Trekantshandelen er et eksempel på udnyttelsen af komparative fordele i klassisk økonomisk teori. Trekantshandlen er den handel der foregik imellem Danmark, Afrika, og De Vestindiske Øer. Den blev kaldt trekantshandelen fordi handelen formede en trekant når de sejlede med deres skibe fra den ene havn, til den anden havn. I Afrika hentede man slaverne, tog dem til Vestindien hvor de skulle arbejde hårdt, med dårlige forhold, og fra Vestindien sejlede man sukker, kaffe og tobak til Danmark.  

## Forudsætninger
De europæiske stormagter udviklede i løbet af 1600-tallet den merkantilisme, som blev omdrejningspunkt for datidens handel, og førte til kolonialismen som følge af, at kolonimagterne (England, Frankrig, Holland, Spanien og Portugal, men også i mindre udstrækning Danmark) forsøgte at undgå indbyrdes samhandel med produkter, de ikke selv kunne producere. Derfor søgte de på grundlag af en stærk teknologisk udvikling af skibsfarten og ligeledes en kraftig vækst i byområderne at fremme egne interesser i den internationale samhandel. En række krige, ikke mindst Trediveårskrigen (1618-1648), der gradvist udviklede sig til en mere generel konflikt, involverede de fleste europæiske stormagter, var konsekvensen af protektionismen, men bidrog også til at gøre den oversøiske handel betydningsfuld.
En anden forudsætning for at etablere trekantshandel mellem Europa, Afrika og Amerika var koloniseringen af Amerika, som startede i 1492 og etableringen af handelsstationer i Afrika, som især tog fart efter år 1500. De første erobringer på det amerikanske kontinent blev foretaget af Spanien, som hurtigt erobrede det meste af Syd- og Mellemamerika og store dele af Nordamerika. Portugal erobrede Brasilien, mens Storbritannien, Frankrig og Holland erobrede øer i det Caribiske Hav, hvoraf mange allerede tidligere havde været erobret af Spanien eller var blevet affolket af sygdomme. Tidlige europæiske kolonier i Nordamerika omfattede Spansk Florida, de britiske bosættelser i Virginia og New England, franske bosættelser i Quebec og Louisiana og hollandske bosættelser i New Netherlands.
Mødet med erobrerne udsatte de indfødte for ukendte bakteriearter. Epidemier med kopper (1525, 1558, 1589), tyfus (1546), influenza (1558), difteri (1614) og mæslinger (1618) fløj forud for europæisk kolonisering og dræbte mellem 10 og 20 millioner mennesker, ca. 95 % til 98 % af den indfødte befolkning. Befolkningstabet og det kulturelle kaos med efterfølgende politisk kollaps hjalp koloniseringen på vej og skabte behov for arbejdskraft, hvilket banede vejen for import af slaver fra Afrika.
I Afrika var situationen noget anderledes. Fra midten af 1400-tallet havde de europæiske regeringer konkurreret om at etablere handelsstationer langs den afrikanske kyst. Få dristige rejser gik fra kysten ind i indlandet; de som gjorde det, fx portugiserne, mødte ofte nederlag og måtte trække sig tilbage til kysten igen. Slavehandelen blev sat i system med handelsstationerne som udgangspunkt. Både hvide eventyrere og stammehøvdinge fra de mere ufremkommelige dele af Afrika var leveringsdygtige i slaver, som ofte var taget som krigsfanger. Landområdet langs Beninbugten var et kerneområde for handelen med slaver fra Afrika, og fik navnet Slavekysten.

### Handelsruterne
Historisk blev ruterne, som senere benyttedes til trekantshandel skabt af søfarendes kendskab til den store indflydelse vind- og havstrømme havde for sejladsen under sejlskibstiden. Eksempelvis var det langt nemmere for de primære handelsnationer i Vesteuropa først at sejle syd på ned til den 30. nordlige breddekreds, hvor man nåede passatvindene før man begyndte at sejle vestpå; således nåede man til Caribien, frem for at sejle direkte vestpå til fastlandet i Nordamerika. Når man sejlede tilbage til Europa fra Nordamerika, var det nemmeste at følge Golfstrømmen i nordøstlig retning ved brug af Vestenvindsbæltet. En lignende trekant, kaldet volta do mar, blev brugt af portugiserne til de Kanariske Øer og Azorerne, allerede før Christopher Columbus' opdagelsesrejse i 1492. Columbus udvidede således blot trekanten udad, og hans rute blev den primære vej, som europæerne benyttede til at sejle til og fra Amerika, da man udnyttede vind- og havstrømme bedst muligt.
Volta do mar var grundlaget for at finde vej tilbage til Europa fra et kryds, hvor skibet først måtte sejle langt mod vest for at fange en brugbar vind for at kunne vende tilbage til Europa. En anden væsentlig opdagelse, som tillægges Andrés de Urdaneta var Manila - Acapulco ruten, som de Urdaneta fulgte, da han mistede kontakten med en konvoj, ledet af Miguel López de Legazpi.
Et klassisk eksempel på trekantshandelen er handel med melasse. Sukker (ofte i flydende form, melasse) fra Caribien blev handlet til Europa eller New England, hvor det efter gæring blev destilleret til rom. Overskuddet fra salget af sukker blev brugt til at købe færdigfremstillede varer, som derefter blev sendt til Vestafrika, hvor varerne blev byttes til slaver. Slaverne blev derefter bragt tilbage til Caribien for at blive solgt til sukkerplantageejerne. Overskuddet fra salget af slaverne blev derefter brugt til at købe mere sukker, som blev sendt til Europa, og cyklussen var sluttet. Turen selv tog fem til tolv uger.

## Slavehandelen som led i trekantshandelen
Trekantshandel er især berømt for ekspansionen i 1600- og 1700-tallet, hvor der blev deporteret store mængder slaver fra Afrika til Caribien, hvor de skulle arbejde i sukkerplantagerne, men også for leverancen af slaver til bomuldsplantagerne i Nordamerika.
Der foregik et samarbejde mellem købmænd i Europa, i Afrika og på de Vestindiske øer. Europa eksporterede forskellige værdier ned til Afrika, ting som klæder, våben, brændevin og jern. Købmændene i Afrika betalte værdigenstandene med slaver. Slaverne blev så fragtet til de Vestindiske øer, hvor de blev solgt på auktion til højestbydende, hvorefter de blev sat til at arbejde på sukkerrørsplantager. Slaverne blev ikke betragtet som mennesker, men derimod som ren arbejdskraft. Til sidst blev den udvundne sukkermasse fra plantagerne fragtet tilbage til Europa. Hele denne rejse tog et år til to, fordi det skulle passe med vinden og havets strømme.
Det bedst kendte trekantede handelssystem er den transatlantiske slavehandel, der eksisterede fra slutningen af det 16. til begyndelsen af det 19. århundrede. Systemet byggede på en udveksling, hvor der transporteredes slaver, salgsafgrøder, og forarbejdede varer mellem Vestafrika, Caribien eller Amerika og Europa. Brugen af afrikanske slaver var grundlæggende for den voksende handel med afgrøder, som blev eksporteret til Europa. Europæiske varer blev brugt til at købe afrikanske slaver for. Disse blev derefter fragtet via søvejen fra Afrika til Amerika, den såkaldte Mellempassage.
Den første ben af trekanten var fra en europæisk havn til Afrika, hvor skibe fragtede leverancer til salg og handel, såsom kobber, tekstiler, nipsgenstande, slave perler, kanoner og ammunition.  Når skibet ankom, blev dets ladning solgt eller byttet med slaver. På det andet ben, gik rejsen via Mellempassage fra Afrika til den nye verden. Mange slaver døde i de overfyldte lastrum. Når skibet nåede den nye verden, blev de overlevende slaver solgt i Caribien eller de amerikanske kolonier. Skibene blev derefter rengjort grundigt og fyldt med eksportvarer til det tredje ben, til deres hjemhavn. Fra Vestindien var de vigtigste eksportvare sukker, rom og melasse.; fra Virginia, tobak og hamp. Skibene returnerede derefter til Europa for at afslutte trekanten.

### Den britiske trekantshandel
Den britiske trekantshandels rødder kan spores til 1578, hvor Elizabeth 1. udstedte et patent til Humphrey Gilbert på opdagelse og udnyttelse af oversøiske områder. Efter tidligere forgæves forsøg, lykkedes det i 1583 at nå Newfoundland, hvor han formelt gjorde krav på havnen på vegne af den engelske krone, men ingen bosættere blev ladt tilbage. Gilbert overlevede ikke hjemturen til England og blev efterfulgt af sin halvbror Walter Raleigh, som fik tildelt sit eget patent af Elizabeth i 1584. Senere samme år grundlagde Raleigh kolonien Roanoke ved kysten af vore dages North Carolina, men mangel på forsyninger betød at koloniseringen mislykkedes.
I 1603 arvede Jakob 6. af Skotland den engelske trone, og i 1604 indgik han Londontraktaten, som afsluttede krigen med Spanien. Herefter skiftede det engelske fokus fra at plyndre andre landes kolonier til selv at etablere oversøiske kolonier. Det britiske imperium begyndte at tage form i begyndelsen af det 17. århundrede med engelske bosættelser i Nordamerika, de mindre øer i Caribien samt etablering af en privat virksomhed Det britiske Ostindiske kompagni, som skulle drive handel i Asien. Den periode – som rækker frem til tabet af de 13 nordamerikanske kolonier, der var et resultat af den Amerikanske uafhængighedskrig – kaldes det "Første britiske imperium".

#### Etablering af den britiske trekantshandel
I begyndelsen var Caribien stedet, hvor England etablerede sine vigtigste og mest lønsomme kolonier, men ikke før adskillige forsøg på kolonisering var slået fejl. Et forsøg på at etablere en koloni i Guyana i 1604 varede kun i to år og nåede ikke sit vigtigste mål om at finde guldforekomster. Kolonier i St Lucia – 1605 og Grenada – 1609 blev også hurtigt opgivet, men bosættelser blev med held grundlagt på St. Kitts – 1624, Barbados – 1627 og Nevis – 1628. Kolonierne indførte snart et system med sukkerplantager, som med held var anvendt af portugiserne i Brasilien. Det var baseret på slavearbejdere og skibe (i starten hollandske), som solgte slaver og opkøbte sukkeret. For at sikre at de stadigt stigende gevinster fra denne handel forblev på engelske hænder, indførte det engelske parlament i 1651 et monopol, så det kun var engelske skibe, som måtte handle med de britiske kolonier. Dette førte til stridigheder med Den hollandske republik – en række krige, som efterhånden styrkede Englands stilling i Amerika på hollændernes bekostning. I 1655 annekterede England øen Jamaica fra spanierne, og i 1666 lykkedes det dem at kolonisere Bahamaøerne.
Englands første permanente bosættelse i Amerika blev grundlagt i 1607 i Jamestown anført af kaptajn John Smith og styret af Virginia Company, der som udløber etablerede en koloni på Bermuda, der var blevet opdaget i 1609. Kompagniets frihedsbrev blev tilbagekaldt i 1624, og den engelske krone overtog styringen af kolonien, der blev til Virginia. Newfoundland kompagniet blev grundlagt i 1610 med det formål at etablere en permanent bosættelse på Newfoundland, hvilket stort set mislykkedes. I 1620 blev Plymouth-kolonien grundlagt som et fristed for puritanere, en gruppe religiøse separatister der senere blev kendt som pilgrimmene. Flugt fra religiøs forfølgelse fik mange englændere til at risikere den vanskelige transatlantiske rejse. Maryland blev grundlagt som fristed for katolikker. Rhode Island (1636) blev en koloni, som tolererede alle religioner og Connecticut 1639 var for kongregationalister. Carolina blev grundlagt i 1663. I 1664 fik England kontrol over den hollandske koloni New Amsterdam (som blev omdøbt til New York) under forhandlinger efter Den anden britisk-hollandske krig 1664-67 til gengæld for Suriname. I 1681 blev Pennsylvania grundlag af William Penn. De Nordamerikanske kolonier havde knap så stor økonomisk succes som de caribiske, men havde store områder med god landbrugsjord og tiltrak langt flere engelske emigranter, som foretrak det tempererede klima.

#### Storhedstiden
I 1670 tildelte Karl 2. af England et diplom til Hudson's Bay Company, som gav det monopol på pelshandelen i Rupert's Land, et enormt landområde som senere kom til at udgøre en stor del af Canada. Forter og handelsstationer blev etableret af kompagniet, som ofte blev angrebet af franskmændene, som havde grundlagt deres egen pelshandelskoloni i det nærliggende Ny Frankrig. To år senere blev Royal African Company grundlagt, og det fik monopol fra kong Karl på handelen med at levere slaver til de britiske kolonier i Caribien. Hermed var forudsætningerne for en løbende levering til alle tre ben i trekanten fuldendt.

#### Afvikling af trekantshandelen
Fra starten var slaveriet grundlag for det britiske imperium i Vestindien. Indtil afskaffelsen af slavehandelen i 1807 var Storbritannien ansvarlig for import af 3,5 mio. afrikanske slaver til Amerika. En tredjedel af alle de slaver, som blev fragtet over Atlanten. For at lette denne handel blev der etableret forter på Vestafrikas kyst, såsom James Island, Accra og Bunce Island. I Britisk Caribien steg andelen af sorte i befolkningen fra 25 % i 1650 til omkring 80 % i 1780, og i de 13 kolonier fra 10 % til 40 % i den samme periode (hovedparten i de sydlige kolonier). Handelen med slaver var yderst profitabel for slavehandlerne og blev en vigtig del af det økonomiske grundlag for vestengelske havnebyer som Bristol og Liverpool, som udgjorde det tredje hjørne i den trekantshandelen med Afrika og Amerika. Hver syvende døde under overfarten. pga. de barske og uhygiejniske forhold på slaveskibene og den dårlige forplejning. Da Storbritannien forbød handel med slaver ved vedtagelsen af Slave Trade Act i 1807, begyndte grundlaget for trekantshandelen at smuldre. Selve slaveriet blev i Storbritannien forbudt ved Slavery Abolition Act i 1833.

## De mindre handelsruter
Den tidligere beskrevne handelsrute var nok den største og mest brugte af trekantsruterne, men der var også andre, der ikke involverede slaver. I én version eksporterede kolonierne i New England kød, korn og saltede fisk til De Vestindiske Øer, hvorfra man til gengæld modtog sukkermasse og krydderier, som kunne udveksles i Storbritannien med forarbejdede varer, fx uld- og jernprodukter. I en anden udgave blev der sejlet korn, majs, rom og saltede fisk fra den amerikanske østkyst til de sydeuropæiske markeder. Her hentede man vin til England og tog færdigvarer med tilbage til Amerika.

### Den danske trekantshandel
Den danske trekantshandel foregik fra 1673, hvor Danmark sendte den første ladning slaver til Skt. Thomas i 1673 til 1802, hvorefter det var forbudt ved kongelig forordning. Alle danske skibsrejser i trekantfarten begyndte og sluttede i København. I Afrika havde Danmark et helt net af handelsforter på Guldkysten (nuværende Ghana), det mest kendte er Christiansborg; i Amerika havde Danmark tre koloniøer, hvoraf St. Croix er mest kendt for sine sukkerrørs-plantager.
Cirkulationen foregik i hovedsagelig med udgangspunkt i geværer; krudt og brændevin, som samledes i København, hvorfra skibene sejlede til Afrika. Fra Guldkysten til Caribien var det slaver, som var den vigtigste last, men også betydelige mængder elfenben kom via Caribien til København. Fra Caribien var sukkerrørs-sirup den last sammen med tobak og mahogni. Tilbage i Danmark blev sukkerrørs-siruppen raffineret til sukkertoppe. Det økonomiske udbytte af sukkeret var væsentlig større end udbyttet ved at drive slavehandel.
Udviklingen i Dansk Vestindien gik kun langsomt efter købet af Sankt Croix i 1733, og i 1755 afkøbte staten Det vestindisk-guineiske Kompagni alle dets besiddelser. Ved at åbne Sankt Thomas’ havn for skibe fra alle lande i 1764 og indføre meget mådeholdne toldafgifter i 1766 lykkedes det at gøre den til et midtpunkt for handelen i Vestindien, og under Den nordamerikanske Frihedskrig og de senere revolutionskrige gik alle øerne stærkt frem i velstand, idet mange franske flygtninge fra Haïti bosatte sig der.
Betydningen af handelens frigivelse kan vises på flere måder: for det første skete der en voldsom stigning i antallet af sejladser: hvor dette for årene 1671-1696 var 67, for 1697-1733 var 53 og for 1734-1754 var 109, så voksede det til for årene 1755-1782 1.385, får 1783-1807 til 1.461 og for 1814-1838 til 1.381. Også selve rejseformen forandredes drastisk: hvor andelen af trekantrejser i årene 1671-1696 udgjorde 57% af alle rejser, i 1697-1733 45% og 1734-1754 23%, så var det i årene 1755-1782 5%, 1783-1807 3% og 1814-1838 1 %.
| Periode   | i alt rejser | heraf direkte | heraf i trekant |
| --------- | ------------ | ------------- | --------------- |
| 1671-1696 | 67           | 29            | 38 (57%)        |
| 1697-1733 | 53           | 29            | 24 (45%)        |
| 1734-1754 | 109          | 84            | 25 (23%)        |
| 1755-1782 | 1.385        | 1.317         | 68. ( 5%)       |
| 1783-1807 | 1.461        | 1.413         | 48. ( 3%)       |
| 1814-1838 | 1.381        | 1.370         | 11. ( 1%)       |

Slavehandelen spillede fortrinsvis en - omendt stærkt faldende - rolle for Vestindisk-guineisk Kompagni i 1700-tallet:
38 af 67 togter i perioden 1671-1696 var med slaver (57%)
24 af 53 togter i perioden 1697-1733 var med slaver (45%)
25 af 109 togter i perioden 1734-1754 var med slaver (23%).
Men i perioden 1747-1807 gik kun ca. 150 skibe (4½%) ad trekantruten mens mindst 3.050 sejlede direkte fra Danmark til Vestindien, og trekantsejladsens andel faldt fra 8% til 3% i løbet af denne periode.
Den danske slavehandel blev tidligere betegnet som et mindre led i trekantshandelen mellem de europæiske havne, handelsforterne på Afrikas vestkyst og kolonierne i Amerika. Der er dog af eksperter foretaget beregninger, hvor det anslås, at tæt ved 100.000 slaver blev transporteret over Atlanterhavet på danske skibe. På denne baggrund må Danmark-Norge anses for at have været den 7. største aktør i den atlantiske trekantshandel. I 1792 udstedte Christian 7. "Forordning om Neger-Handelen", der forbød handel med slaver. Forordningen trådte dog først i kraft i 1803. Danmark-Norge blev derved det første land i Europa, der forbød handel med slaver, men selve slaveriet blev først forbudt i Danmark i 1848.

## Konsekvenser og vurderinger
I løbet af den tid, denne handelsform stod på, regner man med, at der er blevet fragtet omkring 11 millioner slaver til Amerika og de Vestindiske øer. Storbritanniens forbud mod handel med slaver ved vedtagelsen af Slave Trade Act i 1807 en væsentlig grund til, at grundlaget for trekantshandelen at smuldrede. Det er omstridt, i hvilket omfang de humanistiske tanker fra oplysningstiden havde indflydelse på afviklingen af slaveriet.